# Laurette Goldberg
Laurette Goldberg (Laurette Kushner-Cantor Goldberg; * 16. Januar 1932 in Chicago/Illinois; † 3. April 2005 in Berkeley/Kalifornien) war eine US-amerikanische Cembalistin und Musikpädagogin.

## Leben
Goldberg studierte am Chicago Musical College (Bachelor 1953) und am Mills College. Ihr Studium bei Ralph Kirkpatrick und Gustav Leonhardt an der University of California at Berkeley, einem Zentrum für die historisch informierte Aufführungspraxis, schloss sie 1955 mit dem Mastergrad ab. Vierzig Jahre lang unterrichtete sie u. a. am San Francisco Conservatory und der University of California.
1981 gründete Goldberg in San Francisco das  Philharmonia Baroque Orchestra, eines der ersten Orchester für Alte Musik Nordamerikas, das sie bis 1985 leitete. Ihr Nachfolger als musikalischer Leiter wurde Nicholas McGegan. Im Jahr 1986 gründete sie in Berkeley MusicScores, ein Zentrum für die historisch informierte Aufführungspraxis mit einer Sammlung historischer Tasteninstrumente, einer umfangreichen Notenbibliothek, Musikschule und Konzertsaal.
Am San Francisco Conservatory of Music schuf Goldberg einen Studiengang für alte Musik. Außerdem war sie Gründerin der San Francisco Early Music Society (SFEMS) und langjährige Präsidentin der Junior Bach Society. Sie starb 2005 im Alter von 75 Jahren an den Folgen einer Diabetes und Herzerkrankung. Die Organisation Early Music America vergibt seit 2007 jährlich den Laurette Goldberg Award für Verdienste im Bereich der Alten Musik.